# Rudnik Stanari
Rudnik Stanari je bosanskohercegovački rudnik ugljena lignita smješten u općini Stanari, 70 kilometara istočno od Banje Luke. Ugljenosni bazen rudnika Stanari smješten je na području planine Krnjin.
Eksploatacija lignita u Stanarima započela je 1948. godine na otvorenom kopu Raškovac. Od 1955. do 1975. vršena je jamska eksploatacija. Od 1974. godine uglavnom je vršena površinska eksploatacija lignita. Od svibnja 2004. vlasnik rudnika je ETF grupa, a rudnik trenutno zapošljava 539 radnika. U 2013. godini rudnik je proizveo 881.632 tone lignita za potrošače u Bosni i Hercegovini i inozemstvu. Rekordna godina je bila 2012. kada je proizvedeno 1.087.927 tona.
Uz rudnik gradi se i termoelektrana koja će koristi stanarski lignit.